# Grmuša
Grmuša je naselje v občini Bihać, Bosna in Hercegovina. 

## Deli naselja
Grmuša, Novakovići, Trnjak in Uzelci.

## Prebivalstvo
| Pregled števila prebivalcev po letih | Pregled števila prebivalcev po letih | Pregled števila prebivalcev po letih | Pregled števila prebivalcev po letih | Pregled števila prebivalcev po letih | Pregled števila prebivalcev po letih |
| ------------------------------------ | ------------------------------------ | ------------------------------------ | ------------------------------------ | ------------------------------------ | ------------------------------------ |
| 1948                                 | 1953                                 | 1961                                 | 1971                                 | 1981                                 | 1991                                 |
| -                                    | -                                    | -                                    | 646                                  | 453                                  | 304                                  |

| Narodna sestava prebivalstva po letih                                                                                      | Narodna sestava prebivalstva po letih                                                                                      | Narodna sestava prebivalstva po letih                                                                                      |
| --- | --- | --- |
| 1971 | 1981 | 1991 |
| . skupaj: 646 Srbi 632 (97,83 %) Muslimani 8 (1,23 %) Hrvati 1 (0,15 %) Jugoslovani 4 (0,61 %) drugi in neznano 1 (0,15 %) | . skupaj: 453 Srbi 442 (97,57 %) Hrvati 0 (0,00 %) Muslimani 0 (0,00 %) Jugoslovani 8 (1,76 %) drugi in neznano 3 (0,66 %) | . skupaj: 304 Srbi 288 (94,73 %) Muslimani 3 (0,98 %) Hrvati 0 (0,00 %) Jugoslovani 4 (1,31 %) drugi in neznano 9 (2,96 %) |